# 多卡·烏馬羅夫
多卡·哈马托維奇·烏馬羅夫（羅馬化：Jumar Ẋamadi khant Dokka，羅馬化：Doku Khamatovich Umarov；1964年4月13日—2013年9月7日）是車臣伊斯蘭極端份子。好戰的多卡·烏馬羅夫曾聲稱發動數次俄羅斯平民攻擊事件，被稱為俄羅斯的賓·拉登。2012年2月3日，烏馬羅夫命令他的下屬發布視頻，制止攻擊俄羅斯平民，同時以軍事人員和保安人員為攻擊目標。然而2013年7月，他又宣布這項措施的目的，並呼籲伊斯蘭武裝分子在韃靼斯坦共和國、巴什科爾托斯坦共和國和高加索發起叛亂，使用一切手段破壞索契舉行2014年冬季奧運會。2006年至2007年，烏馬羅夫是伊奇克里亞車臣共和國地下總統。他隨後自稱俄羅斯北高加索埃米爾，宣稱它是伊斯蘭國家中的高加索酋長國。他被俄羅斯政府以綁架，謀殺和叛國罪通緝。烏馬羅夫於2010年8月1日辭去職務，並任命阿斯蘭貝克·瓦達洛夫為高加索酋長國的新埃米爾。然而他在8月4日發表聲明，廢止先前的聲明和陳述，他將繼續擔任埃米爾。

## 生平[13][14][15]
1964年4月13日出生於車臣印古什蘇維埃社會主義自治共和國沙托伊區哈爾森諾伊村。
16歲時，他被判犯有過失殺人罪，並被判處在格羅茲尼監獄監禁。
畢業於格羅茲尼石油學院，取得土木工程學位。
烏馬羅夫在俄羅斯不同地區的建築工地工作。
據媒體報道，他在1980年代被判犯有過失殺人罪。
1992 年 7 月，烏馬羅夫在秋明地區的一個村莊殺害了兩人。受到秋明地區檢察官辦公室的指控后，烏馬羅夫躲避執法機構逃往車臣。
在第一次車臣戰爭（1994-1996）開始之前，烏馬羅夫在魯斯蘭·蓋拉耶夫的領導下在博爾茲特種部隊服役，參加了針對俄羅斯軍隊的作战行動。
1994 年底，他領導了一支武裝分隊，到 1996 年，他成為伊奇克里亞車臣共和國的準將。
1997年，在車臣總統阿斯蘭·馬斯哈多夫政府中，他被任命為車臣安全委員會秘書，並領導協調打擊犯罪的總部。
1998年，他因參與綁架和攻擊伊奇克里亞车臣共和国檢察官辦公室員工而被解除所有職務。
1999年秋第二次車臣戰爭爆發後，继续与俄军作战。 
2000年1月從格羅茲尼突圍時，他的下巴受了重傷。
2002年8月，阿斯蘭·馬斯哈多夫任命他為西線司令，並於2004年擔任伊奇克里亞車臣共和國國家安全局局長。
2004年3月，他宣布自己是魯斯蘭·蓋拉耶夫的繼任者，並控制了弗韋堅斯基和烏魯斯-馬爾坦地區的武裝部隊。
2004年6月22日参与攻擊印古什的武裝組織者之一，也是2004年8月21日攻擊格羅茲尼的領導人。
2005年，根據伊奇克里亞車臣共和國負責人阿卜杜勒·哈利姆·薩杜拉耶夫的決定，他被任命為伊奇克里亞車臣共和國副主席，同時保留國家安全局局長職位。
2006年6月，阿卜杜勒·哈利姆·薩杜拉耶夫去世後，多卡·烏馬羅夫成為未被承認的伊奇克里亞車臣共和國總統。
2007年10月，烏瑪羅夫宣布成立「高加索酋長國」。
2010年2月8日，高加索酋長國組織被俄羅斯聯邦最高法院認定為恐怖分子，並禁止其在俄羅斯聯邦境內的活動。
2010年6月23日，美國正式將多庫·烏馬羅夫列入國際恐怖份子名單。
多庫·烏馬羅夫參與組織了多起備受矚目的俄罗斯分離主義行動。他多次聲稱對俄羅斯重大恐怖攻擊負責，特別是2009年莫斯科-聖彼得堡涅夫斯基快車爆炸、2010年莫斯科地鐵爆炸以及2011年莫斯科多莫傑多沃機場爆炸。

### 死亡[16][15]
關於多庫·烏馬羅夫之死，媒體報曾道了大約十次，但多数被駁斥。
2000年3月27日，聯合集團軍指揮部報告稱，他在車臣諾扎伊-尤爾特地區戰鬥中陣亡。
2004年9月，媒體報道烏馬羅夫被殺。
2005 年 2 月，格羅茲尼六名武裝分子被包围，战斗持续了一整天。他們把自己關在一棟九層住宅的一間公寓裡。行動中，五名土匪被擊斃。其中一人，大概是烏馬羅夫，但他設法逃脫了。
2005年4月15日，媒體報道稱，該分離主義者团伙在在格羅茲尼列寧斯基區的一次特別行動中被攔截並被摧毀。
2007年4月，俄羅斯新聞機構報道稱，在沙托伊村附近發現了一群極端分子，據車臣安全部隊稱，該組織由烏馬羅夫指揮。
2009年兩次報道了烏馬羅夫的死亡。起初，媒體報道印古什極端主義營地砲擊中一名恐怖分子被打死，但這一消息後來被驳斥。11月13日，車臣總統拉姆贊·卡德羅夫宣布，在阿奇霍伊-馬爾坦地區開展的一次特別行動中，多庫·烏馬羅夫最親密的助手和得力助手伊斯蘭·烏斯帕霍吉耶夫在20名被殺的武裝分子中被確認，烏馬羅夫本人可能也在被殺的武裝分子之中。
2011年，又出現了兩份關於烏馬羅夫被殺的報道，但在這兩起案件中，他本人都否認了有關他死亡的資訊。有關強盜死亡的謠言在一月份被洩露給媒體，但在二月份一段影片中，烏馬羅夫聲稱對多莫傑多沃機場恐怖襲擊事件負責，並承諾讓2011 年成為俄羅斯的“血與淚之年”，從而消除了謠言。 3月底，媒體再次通報恐怖分子可能死亡的消息。在俄罗斯空軍和地面行動的一次定點打擊中，19 名武裝分子被打死，烏馬羅夫可能也在其中。但在四月份，一個自稱烏馬羅夫的人給自由電台北高加索辦公室打電話，幾天后的檢查證實，在被殺的武裝分子中，沒有人帶有高加索酋長國組織領導人的DNA 。
2012年，有消息指出烏馬羅夫在印古什和車臣邊境的一個山村；
2013年，網路上出現了多庫·烏馬羅夫死亡並成為自殺式炸彈襲擊者的信息。6月4日，流亡倫敦、宣傳車臣共和國獨立概念的車臣政治家艾哈邁德·扎卡耶夫稱烏馬羅夫之死的消息是虛假的，並認為這是俄羅斯特工部門策劃的大規模挑釁的一部分。
2013年秋天，有關他的確切位置的資訊被傳出。
2013年9月，多庫·烏馬羅夫被安全部隊杀死。
2014年3月，有關烏馬羅夫死亡的消息得到車臣分離主義分子「高加索中心」網站的證實。
2014年4月，俄羅斯聯邦安全局局長亞歷山大·博爾特尼科夫證實了多庫·烏馬羅夫死亡的消息，他表示烏馬羅夫在一次特別行動中被消滅。
2014年7月19日，卡德羅夫公佈了多庫·烏馬羅夫的屍體照片。
2017年9月27日，多庫·烏馬羅夫的墓地在印古什山區被發現。據媒體報道，多庫·烏馬羅夫及其保镖的遺體已被送往莫斯科進行檢查和辨認。

## 个人生活[14]
多庫·烏馬羅夫的妻子是達烏德·艾哈邁多夫（焦哈爾·杜達耶夫的親密夥伴）的女兒，他們有六個孩子。
他的兩個兄弟在戰鬥中喪生，其他幾名親戚則被身份不明的槍手綁架。 2007年，他的父親在不明原因的情況下去世了。

## 外部連結
- Profile: Doku Umarov（页面存档备份，存于）, BBC News
- （俄文） Умаров, Доку: Президент самопровозглашенной республики Ичкерия（页面存档备份，存于）, Lenta.ru

| 官衔                            | 官衔                                    | 官衔                                                |
| ------------------------------- | --------------------------------------- | --------------------------------------------------- |
| 前任： 酋長國建立               | 北高加索埃米爾 2007年－2013年           | 繼任： 阿利亞斯哈布·克別科夫                        |
| 前任： 阿卜杜-哈利姆·薩杜拉耶夫 | 伊奇克里亞車臣共和國總統 2006年－2007年 | 繼任： 職位廢除 （流亡政府總理：艾哈邁德·扎卡耶夫） |